# Corinne Alsop Cole
Pour les articles homonymes, voir Alsop.
Corinne Douglas Robinson (2 juillet 1886, Orange - 23 juin 1971, Avon), est une femme politique américaine.

## Biographie
Fille de Douglas Robinson, Jr. et de Corinne Roosevelt (sœur du président Theodore Roosevelt), et sœur de Theodore Douglas Robinson, elle épouse Joseph Wright Alsop IV en 1909, dont elle eut notamment Joseph Wright Alsop V (en) et Stewart Alsop (en).
Elle est membre de la Chambre des représentants du Connecticut de 1924 à 1927, puis de 1931 à 1934.
Veuve, elle se remarie avec Francis W. Cole en 1956.

## Sources de la traduction
- (en) Cet article est partiellement ou en totalité issu de l’article de Wikipédia en anglais intitulé « Corinne Alsop Cole » (voir la liste des auteurs).